# Tornei di tennis maschili nel 1878
Prima della nascita della cosiddetta "Era Open" del tennis, ossia l'apertura ai tennisti professionisti degli eventi più importanti, tutti i tornei erano riservati ad atleti dilettanti. Nel 1878 tutti i tornei erano amatoriali, tra questi c'era il Torneo di Wimbledon, unico torneo del Grande Slam che si è disputato in quell'anno.
Nel 1878 venne disputata la 2ª edizione del Torneo di Wimbledon che vide sfidarsi nel challenge round il detentore del titolo dell'anno precedente Spencer Gore e Frank Hadow. A prevalere fu quest'ultimo che s'impose il 3 set col punteggio di 7-5 6-1 9-7.
Nel 1878 gli almanacchi riportano altri 2 tornei che si disputarono in Gran Bretagna (in quell'anno l'Irlanda non era ancora autonoma) lo Scottish Championships e il South of Ireland Championships.

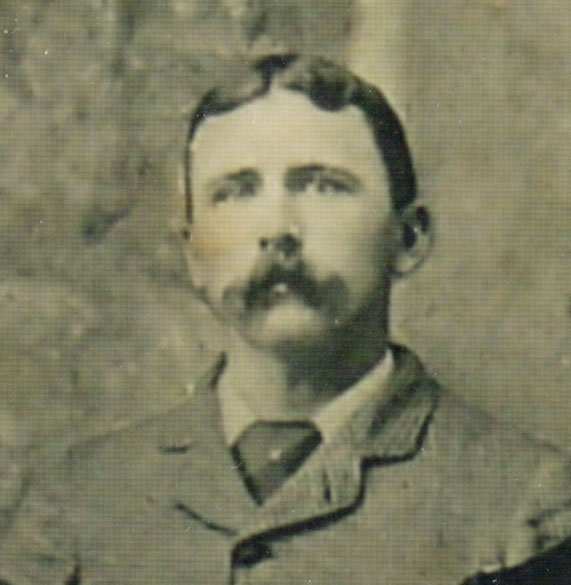
Frank Hadow vincitore del Torneo di Wimbledon

## Calendario

### Gennaio
Nessun evento

### Febbraio
Nessun evento

### Marzo
Nessun evento

### Aprile
Nessun evento

### Maggio
Nessun evento

### Giugno
Nessun evento

### Luglio
| Settimana | Torneo                                                        | Vincitore*                                 | Finalista              | Semifinalisti       | Eliminati ai quarti                            |
| --------- | ------------------------------------------------------------- | ------------------------------------------ | ---------------------- | ------------------- | ---------------------------------------------- |
| 20 luglio | Torneo di Wimbledon 1878 Londra, Gran Bretagna Erba Singolare | Frank Hadow 6-4, 6-4, 6-4                  | Lestocq Robert Erskine | Herbert Lawford Bye | Charles Gipps Hamilton Bye Arthur Thomas Myers |
| 20 luglio | Torneo di Wimbledon 1878 Londra, Gran Bretagna Erba Singolare | Challenger round Frank Hadow 7-5, 6-1, 9-7 | Spencer Gore           | Herbert Lawford Bye | Charles Gipps Hamilton Bye Arthur Thomas Myers |

- Comprende anche il vincitore del Challenge Round

### Agosto
| Settimana | Torneo                                                                      | Vincitore*              | Finalista | Semifinalisti | Eliminati ai quarti |
| --------- | --------------------------------------------------------------------------- | ----------------------- | --------- | ------------- | ------------------- |
| 18 agosto | Scottish Championships 1878 Saint Andrews, Gran Bretagna Singolare - Doppio | James Patten MacDougall |           |               |                     |

### Settembre
| Settimana    | Torneo                                                                        | Vincitore*                            | Finalista           | Semifinalisti | Eliminati ai quarti |
| ------------ | ----------------------------------------------------------------------------- | ------------------------------------- | ------------------- | ------------- | ------------------- |
| 30 settembre | South of Ireland Championships 1878 Limerick, Irlanda Erba Singolare - Doppio | Vere Thomas Saint Leger Goold 4-0 6-4 | William Henry Darby |               |                     |
| 30 settembre | South of Ireland Championships 1878 Limerick, Irlanda Erba Singolare - Doppio |                                       |                     |               |                     |

### Ottobre
Nessun evento

### Novembre
Nessun evento

### Dicembre
Nessun evento